# فيكتور كولمان
فيكتور كولمان (بالإنجليزية: Victor Coleman)‏ هو شاعر أمريكي، ولد في 9 نوفمبر 1944 في تورونتو في كندا.